# La fiera (série télévisée, 1983)
Pour les articles homonymes, voir La fiera.
La fiera est une telenovela mexicaine diffusée en 1983-1984 sur le Canal de las Estrellas.

## Distribution
- Victoria Ruffo : Natalie Ramírez
- Guillermo Capetillo : Víctor Alfonso Martínez Bustamante
- Rocío Banquells : Brenda del Villar
- Angélica Aragón : La Costeña
- Isabela Corona : Elodia
- Lupita Lara : Elena Martínez Bustamante (#1)
- Nuria Bages : Elena Martínez Bustamante (#2)
- Carlos Cámara : Lorenzo Martínez Bustamante
- Leonardo Daniel : Miguel Martínez Bustamante
- Luis Daniel Rivera : Manuel Pérez Brito "Papillon"
- Julieta Bracho : Regina
- Juan Antonio Edwards : El Chamuco
- Javier Marc : El Griego
- Beatriz Moreno : Lina
- América Gabriel : Tamara
- Oscar Bonfiglio : Frankie
- Juan Verduzco : Marín
- Alfredo Alegría : Lupito (#1)
- Alfonso Iturralde : Lupito (#2)
- Enrique Gilabert : Lic. Meléndez
- Edith González : Julie
- Gabriela Ruffo : Carmela
- Carlos Rotzinger : Joaquín
- Fernando Larrañaga : Don Herrera
- Roxana Saucedo : Lulú
- Servando Manzetti : Pedro
- Aurora Clavel : Sor Trinidad
- Ernesto Laguardia : Raúl
- Nadia Haro Oliva : Elisa
- Miguel Ángel Ferriz : Rolando Miranda
- Raymundo Capetillo : Marcial Urquiza
- Maricruz Nájera : Angelina
- Lucianne Silva : Ramona
- Fernando Borges : Edmundo Gascón
- Roberto Ruy : Taxista
- Eduardo Kastell : Recepcionista
- Claudia Ramírez : Dependienta
- Julieta Rosen : Enfermera
- Christopher Lago : Alfonsito
- Nayelli Saldívar : Natalie (enfant)
- Mariana González : Brenda (enfant)
- Luis Mario Quiroz : Víctor Alfonso (enfant)
- Oscar Sánchez
- Luis Gatica
- Eduardo Borja
- Luciano Hernández de la Vega
- César Velasco
- Cristián Sigfrido
- Arturo Lorca
- Eugenio Cobo : Dr. Millán
- Antonio Brillas : Juge
- Beatriz Ornella
- Antonio Henaine
- Gerardo Acuña

## Diffusion internationale
| Pays      | Chaîne                                         | Titre    | Première diffusion                  |
| --------- | ---------------------------------------------- | -------- | ----------------------------------- |
| Mexique   | Canal de las Estrellas                         | La fiera | 26 décembre 1983                    |
| Colombie  | Cadena Dos Inravisión Colombiana de Televisión | La fiera |                                     |
| Venezuela | RCTV                                           | Nathaly  |                                     |
| Chili     | TVN                                            | La fiera | 1985                                |
| Argentine | Telesudamérica                                 | La fiera | 18 juillet 2013 au 1er février 2014 |